# Bosc sec caducifoli de Madagascar
El bosc sec caducifoli de l'oest de Madagascar és una ecoregió que ocupa la part nord-oest de Madagascar.
Aquesta ecoregió afrotròpica, caracteritzada per un alt grau d'endemismes botànics i zoològics, inclou dues àrees geogràfiques diferenciades: la part nord de Madagascar i el costat occidental de l'illa, des de la península Ampasindava al nord fins a Belo Sur Tsiribihina. Una part significativa de la superfície originalment coberta pel bosc caducifoli sec va ser desforestada, sota la pressió de pastures i agricultura, i els boscos restants estan fragmentats.
Típics d'aquesta ecoregió es troben les formacions rocoses de pedra calcària característica, conegudes com a tsingy (a la llengua malgaix = agulla), de les quals les més espectaculars es troben a la reserva natural integral de Tsingy de Bemaraha, declarada Patrimoni de la Humanitat per la UNESCO.

## Flora
El bosc està compost principalment per espècies caducifòlies, és a dir, perden les fulles en temporada seca (de maig a octubre).
Les famílies prevalents són Leguminosae, Bignoniaceae, Euphorbiaceae, Sapindaceae i Anacardiaceae. Entre les espècies més característiques hi ha l'arbre de foc (Delonix regia), essències precioses com el pal de rosa (Dalbergia spp.), Diverses espècies de Pachypodium (Apocynaceae) i les diferents espècies de baobabs incloent el majestuós arbre baobab de Madagascar (Adansonia madagascariensis), el baobab de Perrier (Adansonia perrieri) i el baobab de Suárez (Adansonia suarezensis), endèmics d'aquesta zona.
Entre els nombrosos endemismes presents es pot esmentar Euphorbia ankarensis, Euphorbia perrieri, Hernandia voyroni, Hildegardia erythrosiphon.

## Fauna
L'hàbitat del bosc caducifoli sec és agradable per a diverses espècies de lèmurs, algunes de les quals són endèmiques de l'ecoregió: entre elles, la sifaca de Tattersall (Propithecus tattersalli), la sifaca de Perrier (Propithecus perrieri), el Lèmur mangosta (Eulemur mongoz), el Lèmur mostela de Milne-Edwards (Lepilemur edwardsi), el Lémur ratolí de Ravelobe (Microcebus ravelobensis), el Lémur ratolí rogenc (Microcebus tavaratra) i el Lémur ratolí pigmeu (Microcebus myoxinus). El bosc és també un dels hàbitats principals de la fossa (Cryptoprocta ferox), el carnívor més gran de Madagascar. Altres mamífers endèmics de l'ecoregió són la rata forestal de Lambert (Nesomys lambertoni) i el ratolí de peu grossos cuallarg (Macrotarsomys ingens).
A l'ecoregió hi ha més de tres quartes parts de les espècies d'ocells censats a l'illa; entre ells, la pala de Van Dam (Xenopirostris damii) i la mesena de pit blanc (Mesitornis variegatus) són endemismes exclusius del bosc caducifoli.
El contingent de rèptils presents és molt ric. Entre ells hi ha dues rares tortugues en perill crític d'extinció: Astrochelys yniphora, que té com a hàbitat exclusiu els boscos de bambú de la badia de Baly i Erymnochelys madagascariensis, que es troba a la vora dels rius del costat occidental de l'illa, des de Sambirano fins al nord de Mangoky cap al sud. Entre les serps, cal esmentar la serp arborícola Lycodryas citrinus, endèmica de la regió tsingy de Bemaraha i Namoroka. Altres espècies endèmiques de l'ecoregió són els camaleons de Brookesia bonsi, Brookesia decaryi, Brookesia exarmata, Brookesia perarmata, Furcifer tuzetae, Furcifer rhinoceratus i Furcifer angels i els dragons Paroedura maingoka, Paroedura vazimba, Paroedura tanjaka, Uroplatus geuntheri i Lygodactylus klemmeri. àrea restringida a la Tsingy de Bemaraha. La regió també acull diverses espècies d'escíncid com Mabuya tandrefana, Pygomeles braconnieri i Androngo elongatus. Finalment, Zonosaurus bemaraha i Zonosaurus tsingy es troben entre les espècies descobertes recentment a l'hàbitat tsingy.

## Conservació
L'estat actual del bosc caducifoli sec es caracteritza per una notable fragmentació: la majoria dels sectors residuals del bosc tenen una superfície inferior a 35 km²; només 5 fragments tenen una superfície superior a 500 km². Alguns dels fragments més grans es troben dins d'espais naturals protegits: entre els més grans hi ha el parc nacional d'Ankarafantsika (605 km²) i la reserva natural integral de Tsingy de Bemaraha (1520 km²).
La majoria de boscos secs ja han estat destruïts per l'acció humana, especialment a prop de les terres altes centrals. El bosc restant està molt fragmentat. La crema, el pasturatge i l'explotació forestal són les principals amenaces i els embassaments, la sobrepesca i les espècies invasores afecten els aiguamolls. Algunes espècies com els lèmurs pateixen la caça.

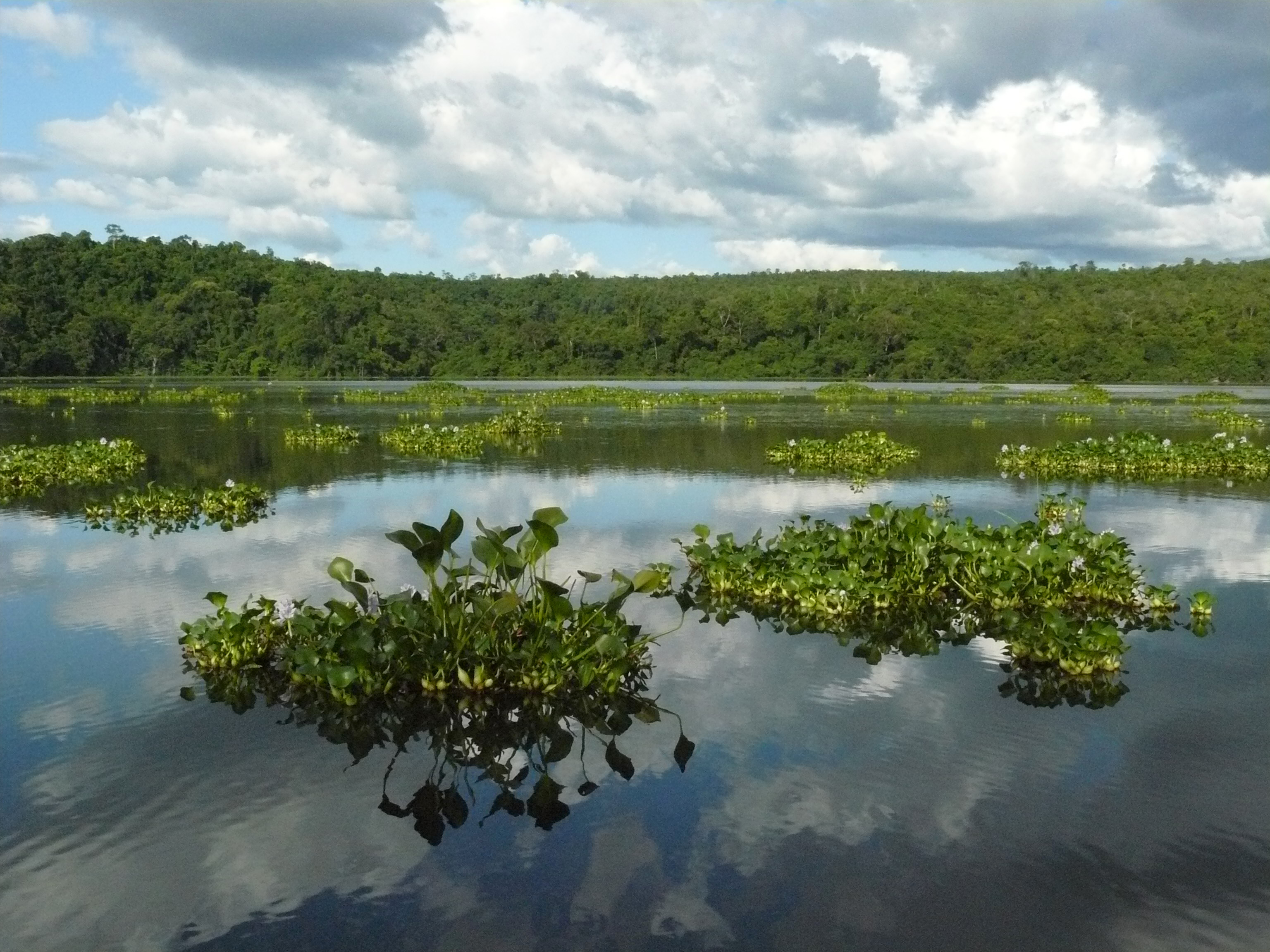
Estany de Ravelobe, en el Parc Nacional d'Ankarafantsika, Madagascar

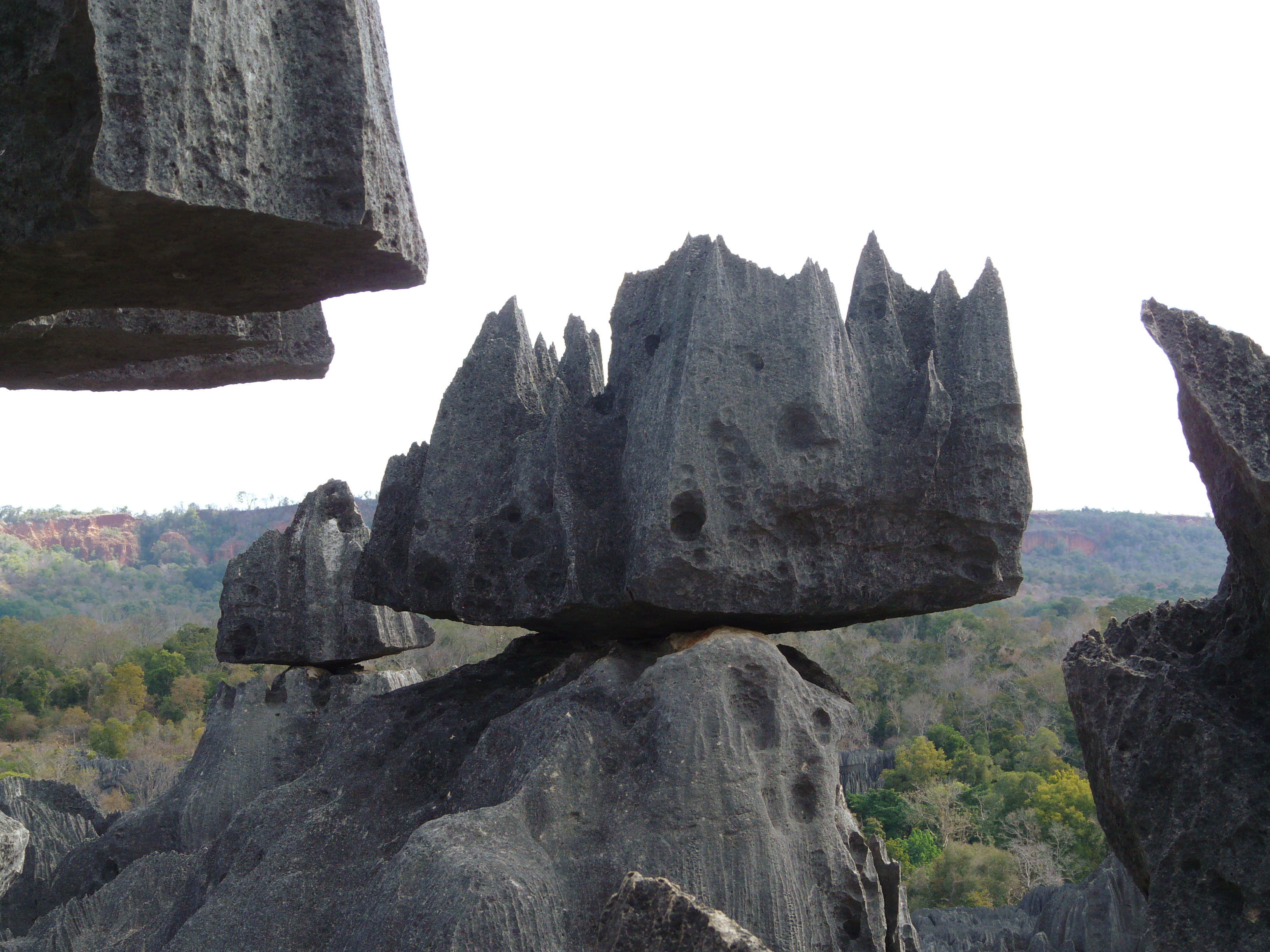
Roca de la reserva de Tsingy, Madagascar.

Les àrees protegides de forest seca caducifòlia són les següents:
- Ankarafantsika National Park
- Tsingy de Bemaraha Strict Nature Reserve
- Tsingy de Namoroka Strict Nature Reserve
- Ankarana Special Reserve
- Analamerana Reserve
- Bemarivo Reserve
- Maningoza Reserve
- Ambohijanahary Reserve
- Manongarivo Reserve
- Bora Reserve